# 農業化學
農業化學（英語：Agricultural chemistry），是一門利用化學來研究農學題的學科。

## 概要
農業化學乃應用化學的知識技術，配合物理科學與生命科學，探究並解決直接與間接的農業生產各環節所存在的問題，同時提昇農產品的價值。

## 研究主題
傳統上來說，農業化學的研究可分為以下幾個領域：
- 土壤學與肥料學
- 植物生理學與植物營養學
- 農藥
- 發酵、釀造與微生物技術
- 脂質化學
- 醣化學

近年來，隨著分子生物學及生物技術的快速發展，農業化學的研究主題也日益多元。其研究結果廣泛地運用在基因工程、食品科學、環境科學等學科。

## 學術機構
- 國立臺灣大學農業化學系，連結 （页面存档备份，存于）

## 著名學者
- 尤斯圖斯·馮·李比希
- 喬治·華盛頓·卡弗
- 鈴木梅太郎
- 翁啟惠
- 楊秋忠